# Bueil-en-Touraine
Bueil-en-Touraine – miejscowość i gmina we Francji, w Regionie Centralnym, w departamencie Indre i Loara.
Według danych na rok 1990 gminę zamieszkiwało 341 osób, a gęstość zaludnienia wynosiła 19 osób/km² (wśród 1842 gmin Regionu Centralnego Bueil-en-Touraine plasuje się na 806. miejscu pod względem liczby ludności, natomiast pod względem powierzchni na miejscu 748.).